# Platja del Pinar
La platja del Pinar és una platja pertanyent al terme municipal de Castelló de la Plana. Se situa al nord de la Platja del Pla de la Torre Ben-Afeli (Almassora) i al sud de la platja del Gurugú. Pren el seu nom del barri homònim, el Pinal del Grau situat vora mar.